# Calico M960
M960 — пистолет-пулемёт американской фирмы Calico Light Weapon Systems, представленный в 1990 году.

## История
В 1990 году пистолеты-пулемёты фирмы Calico Light Weapon Systems появились на рынке. Основной чертой оружия компании Calico стали цилиндрические магазины высокой ёмкости — 50 или 100 патронов, созданные к 1985 году конструкторами — Майклом Миллером и Уорреном Стоктоном. Пистолеты-пулемёты системы Calico имели магазины, находившиеся над оружием, в его задней части. Вскоре они уже экспортировались в Южную Америку, Европу и на Ближний Восток. Пистолеты-пулеметы Calico закупались правоохранительными ведомствами США в небольших объёмах. Кроме того, это оружие поставлялось на экспорт. В планах компании-производителя была также реализация их пистолетов-пулеметов на гражданском рынке оружия в США, но им не суждено было осуществиться по причине принятого в 1994 году в США закона, который ограничивал 10 патронами ёмкость магазинов гражданского оружия. В итоге к 2000 году компания Calico ушла с оружейного рынка.

## Конструкция
Пистолеты-пулемёты компании Calico используют автоматику с полусвободным затвором. Шнековые магазины оснащены спиральными направляющими, и вращающимся под действием спиральной пружины подавателем. При вращении подавателя патроны двигаются по спиральным направляющим, к выходной горловине. Предохранитель находится в передней части спусковой скобы и имеет вид поворотного рычажка. Корпус пистолета-пулемёта изготовлен из пластика. 9 мм модели имеют регулируемую мушку и фиксированный нерегулируемый целик. Центр масс расположен над рукояткой, что облегчает контроль направления ствола оружия. Вблизи центра масс располагается и магазин.